# برایان کلارک
برایان کلارک (انگلیسی: Bryan Clark؛ زادهٔ ۱۴ مارس ۱۹۶۴) کشتی‌گیر کشتی حرفه‌ای اهل ایالات متحده آمریکا است.